# Perukotinga
Perukotinga (Doliornis sclateri) är en fågel i familjen kotingor inom ordningen tättingar.

## Utseende och läte
Perukotingan är en stor (21,5 cm) och mörk medlem av familjen. Hanen har svart hjässa och nacke med delvis dold röd tofs. Ovansidan är mörkbrun, undersidan ljusare brun. Undre stjärttäckarna är roströd och grått syns på strupen och huvud- och halssidorna. Honan liknar hanen men saknar den svarta hjässan.

## Utbredning och systematik
Fågeln förekommer i Andernas östsluttning i centrala Peru. Den behandlas som monotypisk, det vill säga att den inte delas in i några underarter.

## Status och hot
Perukotingan har en liten världspopulation bestående av uppskattningsvis endast 2380 vuxna individer. Den tros också minska i antal till följd av habitatförlust. IUCN kategoriserar den som nära hotad (NT).

## Namn
Fågelns vetenskapliga artnamn hedrar Philip Lutley Sclater (1829–1913), engelsk ornitolog och samlare av specimen.